# Premoniția
Premoniția (denumire originală Premonition) este un film american din 2007, o dramă regizată de Mennan Yapo, în rolurile principale Sandra Bullock și Julian McMahon. Filmările au avut loc în Louisiana.

## Povestea
Linda (Sandra Bullock) află că soțul ei, Jim (Julian McMahon), a murit într-un teribil accident de mașină. A doua zi când se trezește soțul ei este viu. Acțiunea filmului are loc pe parcursul unei săptămâni, în fiecare zi Jim fiind când mort când viu. 

## Personaje
- Sandra Bullock este Linda Hanson
- Julian McMahon este Jim Hanson, soțul Lindei
- Nia Long este Annie, fata Lindei
- Kate Nelligan este Joanne, fata Lindei
- Amber Valletta este Claire Francis
- Peter Stormare este Dr. Norman Roth
- Marc Macaulay este Șeriful Reilly
- Courtney Taylor Burness este Bridgette Hanson
- Shyann McClure este Megan Hanson
- Jude Ciccolella este Părintele Kennedy